# Оксукон
Оксукон (Аксукон, Аксукан, Аксыкон, Аксыкент, тадж. Оқсукон) — солёное грязевое озеро (солончак) в Таджикистане, на территории Аштского района Согдийской области,  у границы с Узбекистаном, к юго-востоку от села Работ, к югу от районного центра Шайдона, к западу от Коканда, в 80 км к северо-востоку от Худжанда и в 30 км от станции Рапкан. Расположено на правом берегу Сырдарьи, в Ферганской долине, у подножия Кураминского хребта, к северу от гор Махавтау (1008 м, Махаутау, 1008,8 м), к северо-востоку от Таджикского Моря.
Климат сухой, лето жаркое. 
Площадь 8,9 км². Наибольшая глубина достигает 50—70 см в холодный сезон, в середине лета пересыхает. Под образующейся толстой соляной коркой формируется лечебная иловая грязь. Озеро Оксукон является самым крупным по величине и по мощности залегания запасов лечебной иловой грязи в Таджикистане. Общие запасы лечебной грязи озёр Оксукон и Танапчи превышают 499 тыс. т. Грязи озёр Оксукон и Танапчи используются в лечебной практике санаториями Таджикистана и физиотерапевтической лечебницей в Худжанде, а другие грязи не используются. На восточном берегу озера Оксукон находится Оксуканская грязелечебница (Аксуканская, санаторий Аксукон). Привозная иловая грязь озера Оксукон — лечебное средство бальнеоклиматического курорта Ходжа-Обигарм к северу от Душанбе.
С древности на озере велась добыча поваренной соли. Здесь проходил караванный путь. Географ IX века Кудама ибн Джафар сообщает о крепости Хаджистан на озере Оксукон, у которой по дороге из Ходженда в Фергану была развилка, откуда брал начало путь к серебряному руднику Чача.